# 이강현 (의사)

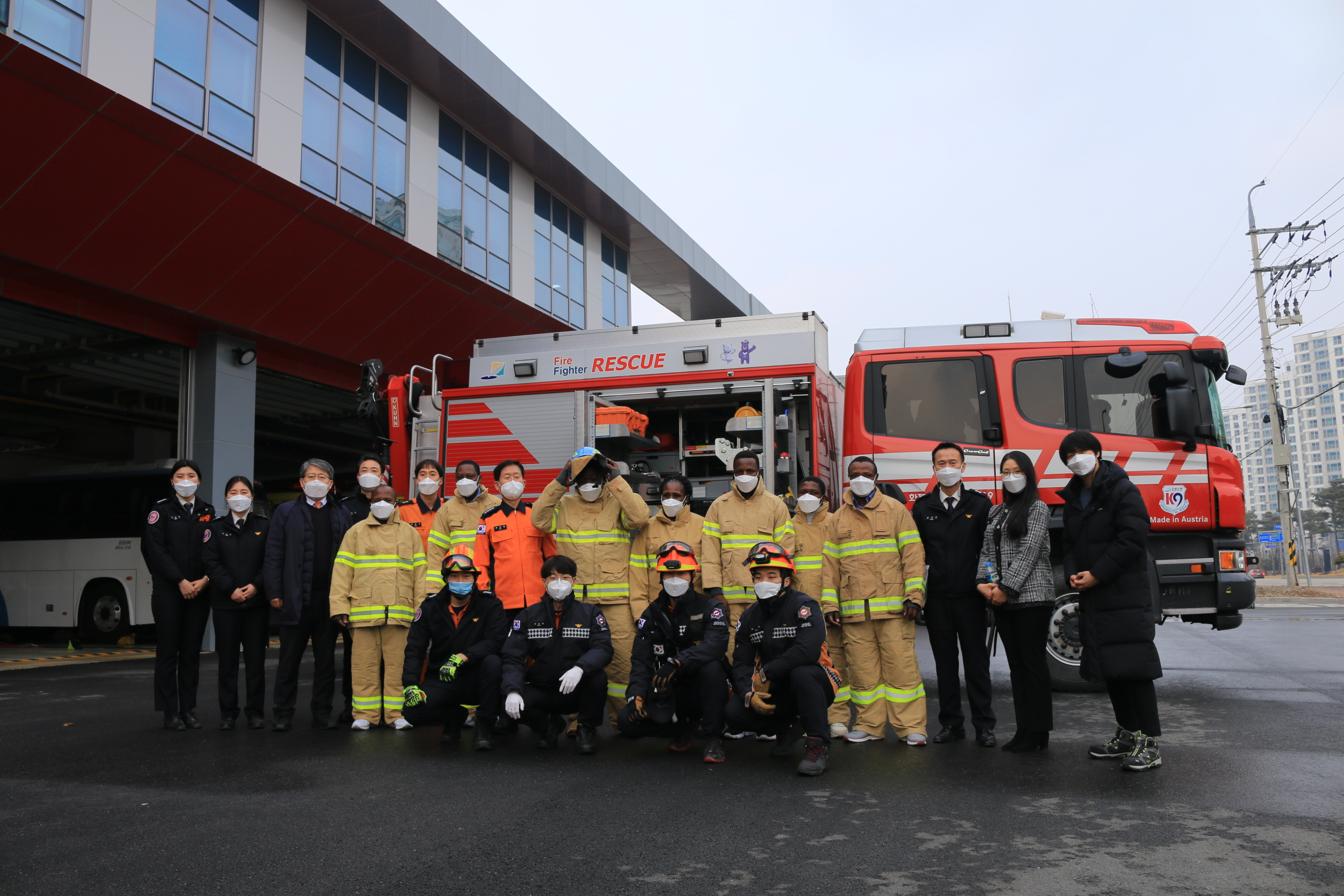
원주세브란스기독병원 외국 연수생 원주소방서 방문(왼쪽 3번째)

이강현(1963년 ~ )은 외상학, 스포츠의학, 자동차의학, 응급의료체계 전문가이며 원주의과대학장을 역임한 대한민국의 의사이다.

## 학력
- 연세대학교 원주의과대학 의학과 학사(1989)
- 연세대학교 대학원 의학과 석사(1995)
- 아주대학교 대학원 의학과 박사(2004)

## 경력
- 원주의과대학장(19대, 20대)(2017.2~2021. 1)
- 원주의과대학 응급의학과 교수(1997~현재)
- 2019 세계응급의학회 조직위원장(2015.10~2019.6)
- 한국자동차안전학회 회장(2023.1~ 2024.12)
- 대한응급의료지도의사회협의회 회장(2020. 10 ~ 2023. 12)
- 대한외상소생협회 회장(2019. 1 ~ 현재)
- 대한외상학회 회장(2017. 6 ~ 2018. 12)
- 대한응급의학회 이사장(2013.11~ 2015.12)
- 아시아응급의학회 이사(2011.5 ~ 현재)
- 대한항공응급의료협회 협회장(2015.12 ~ 2017.12)
- 세계응급의학연맹 아시아지역대표이사(2016.1~ 2017.12)
- 권역응급의료센터협의회 회장(2016.1~ 2017.12)
- Visiting professor, Trauma Laboratory, Univ. of Virginia, USA (2000.8 ~ 2002. 12)
- 연세대학교 원주의료원 대회협력실장 (2015.3 ~ 2017.2)
- 원주세브란스기독병원 적정진료관리실장 (2011.3 ~ 2013.2)
- 원주세브란스기독병원 응급실장 (2004 ~ 2013)